# 八戸まちなか広場 マチニワ
八戸まちなか広場 マチニワ（はちのへまちなかひろば マチニワ）は、青森県八戸市三日町にあるまちなか広場。2018年7月21日開業。

## 施設概要
株式会社江陽閣によりRec.の松和ビルとマルマツの八戸ビルが再開発されて運営されている。その後、はっちとの連携により、中心市街地活性化の効果を引き出すことが期待できることから、八戸市も再開発に参画。
六日町側を江陽閣が商業ビルとして、三日町側を市が公園・公共空間として整備することとなり、事業が進められた。2016年開業のGarden Terraceと隣接しており、三日町から六日町に通り抜けできる仕様になっている。
コンセプトとされた「マチニワ」が愛称として採用されている。
「庭」のような役割を担う「マチニワ」をコンセプトとしており、動線確保の模索、回遊性の向上、周囲への効果波及を促す新たな拠点を目指した。
施設は、全面ガラスで覆われた空間となっており、広場内には休憩・観覧用のデッキを備え、また１階の大型スライドガラスを開放することで、春から秋は風が通り抜けるオープンエアの空間として、冬は大型スライドガラスを閉鎖することで、より自然を感じられる、機械空調のない、憩いの空間となっている。
なお、先行例である、富山市のグランドプラザや長岡市のアオーレ長岡に比べて壁面を多く取り入れ、スライドガラスで閉鎖可能としたのは、富山市・長岡市と八戸市との緯度の差で生じる厳しい冬季の寒さを勘案したものである。

夜景
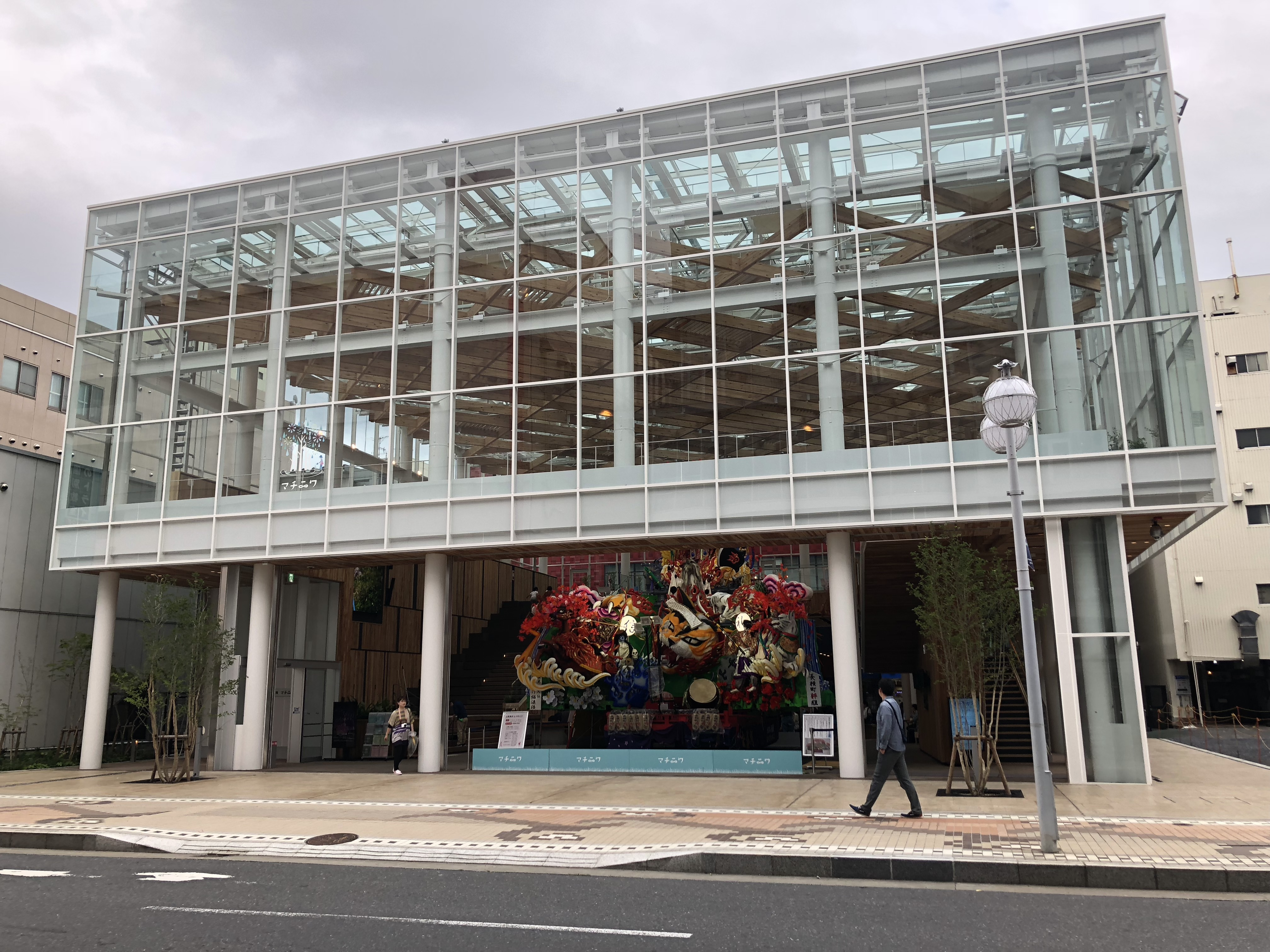
マチニワにて八戸三社大祭の山車を展示している様子

## 設備
- 大型ビジョン　画面寸法 縦2560ｍｍ×横4480mm（203型）、フルカラーLED（6.67mm ピッチ）
- バスモニター　複数のバス事業者の乗り場を概念として統一した、八戸中心街ターミナルの各乗り場のバス接近情報をリアルタイムで表示するサイネージを方面ごとに4台設置。
- 水の樹　青森県出身のアートディレクター森本千絵が監修した噴水兼水飲み場。八戸青年会議所有志が提唱した海の樹構想に着想を得て、海から開け海とともに育つまちとされる八戸を象徴したオブジェ。

## 開館・営業時間
休館日は基本的にないが、機器の保守点検で休館になることもある。
- オープン時間 6:00〜23:00
- 貸出使用時間 9:00〜21:00

はっちおよびマチニワの利用申請登録は共有となる。

## 沿革
- 2013年 - 構想策定。
- 2014年 - 設計策定。
- 2016年 - 工事着工。
- 2018年7月21日 - 開業。

## 周辺環境
計画策定時から、立地特性を活かした広場・通路空間としての整備を企画しており、Garden Terraceとはっちといった周辺環境との連続性や相乗効果を意識している。Garden Terraceには、ヤフー八戸センター、八戸ブックセンター、タリーズコーヒーなどが入居する。また、マチニワの南面を横切る路地空間・花小路の整備に向け、周辺の地権者による協議会が設立されている。
なお、当初はGarden Terrace2階とマチニワ2階を空中通路で結ぶ構想があったものの、八戸ブックセンターの立地が2階から1階へ移動となったことから、空中通路は採用されていない。